# The X's
The X's é uma série de desenho animado americana criado por Carlos Ramos para o Nickelodeon. Ele se concentra em uma família de espiões que precisam ocultar sua identidade do mundo exterior, mas geralmente têm problemas em fazê-lo. Ele teve uma única temporada de 20 episódios, de 25 de novembro de 2005 a 13 de dezembro de 2006. Embora tenha sido comparado a  Os Incríveis  e Alias, Ramos afirmou que o programa se inspira em vários filmes de James Bond, bem como nos quadrinhos e os seriados de TV dos anos 60.

## Personagens

### Sr. X
O Sr. X é o pai e líder da família. Embora seja responsável, é pouco inteligente. Faz coisas muito cômicas e fala de um jeito muito certinho e muito engraçado. Apesar disso, sem ele a família não consegue derrotar nenhum inimigo, pois é ele quem dá as ordens, sendo sempre muito sábio nessa hora. Ele adora regras, ordens, manuais, e seu hobby favorito é brincar com trens em miniatura.
O Sr.X é alto, forte e rechonchudo. Tem cabelos pretos, quase sempre usa terno, e quase nunca tira a gravata, que é um lezer que o dá superpoderes, apesar disso ele é muito sensível e não consegue ficar sem fazer nada e ama o seu trabalho de espionagem.
Frase mais dita: Para o jato X

### Sra. X
A Sra. X é a mãe da família e especialista em luta. Ela é muito forte e rápida e também muito saudável. Ela é durona e às vezes para se divertir explode as coisas. Adora brincar com os filhos, embora exija muito deles. Gosta de estar na moda e é boa jogadora de tênis. Ela é muito engraçada também, mas num estilo diferente. É uma boa mãe, embora não saiba cozinhar nem um ovo.
Ama lutar com seus inimigos e, assim como o Sr. X, ama o seu trabalho de espiã. Muito boa em mira, passa seu tempo todo na sala de sua casa, onde pode treinar atirando nas coisas - que é o seu hobby.
A Sra. X é muito bonita e ama sua família, mesmo todos sendo tão diferentes, costuma chamar o sr. X de Amorzuco

### Tuesday X
Tuesday X é a filha mais velha da família. É uma jovem investigadora espiã mas ao mesmo tempo uma adolescente querendo ser uma menina normal com um namorado. Mesmo assim, adora espionar e é muito boa no que faz. Ela sempre perde nas batalhas para o seu irmão, por ele ser mais esperto, e muitas vezes fica furiosa por causa disso. Para se acalmar, escreve no diário ou liga para seu namorado Brendon (que por acaso é o subrinho do Cara vermelha, agente da S.N.A.F.U.).
Ela é alta, tem cabelo verde e, como adolescente que é, se preocupa muito com a aparência. Seus hobbies são tocar guitarra e usar o computador. Parece ser uma menina cheia de traumas.

### Truman X
Truman X é um garoto pequeno em tamanho, mas grande em idéias. É ele quem cria todas as tecnologias da família (armas, bombas, etc.). É muito danado e sempre arruma confusão, mas mesmo levando as broncas dos pais e as passadas da irmã, ele continua fazendo.
Ele é baixo, magro e tem cabelo laranja como a mãe. Seu hobby é criar bombas e invenções que zoam toda a familía. Certa vez, criou um aparelho para mudar o que estava escrito no manual do pai; uma outra vez, criou um rádio quando sua irmã usava aparelho que transmitia o que ele falava para o aparelho.
Parece demais com o Cara Vermelha em sua infância, mas, apesar disso ele é um personagem muito engraçado e sem ele não haveria a Família X por completo. Ele dá o toque final.

### Cara Vermelha
Cara Vermelha é o personagem mais burro e mais engraçado da série. É ele quem comanda a S.N.A.F.U. e dá ordens às pessoas. Mesmo tendo esse cargo, nunca conseguiu vencer a Família X com suas idéias inúteis. Sua voz é muito cômica e ele mesmo também. Mesmo sempre falhando, nunca desiste e sempre vem criando novos planos para acabar com a Família X por inteiro.
Ele é vermelho, tem um capacete no lugar do cabelo e seus dentes são mal escovados. Seu hobby é criar planos e mais planos para derrotar a família e com isso acaba sempre se derrotando. Mas nunca desiste.

### Lorenzo
Lorenzo é o ajudante e sucessor de Cara Vermelha. Ele é todo certinho, como nos anos quarenta, de traje social com um monóculo. É isso que torna o personagem engraçado. Ele não aparece muito nas histórias porque é um personagem secundário, mas já conquistou várias pessoas.
É alto, muito magro, tem barba branca e está sempre com aquele sorriso de quem não quer nada. Sem ele o Cara Vermelha não chegaria nem perto de onde já chegou.

### Brendon
Brendon é um agente da S.N.A.F.U. muito jovem, sendo sobrinho do Cara Vermelha e ajudando-o às vezes nas missões, embora ele o deixe muito bravo. Embora seja um agente inimigo da SUPERIOR, ele é o namorado da Tuesday e não resiste aos encantos dela.
É da altura da namorada, tem cabelos castanhos e também se preocupa bastante com o visual.

### Sasquate
Sasquate é uma criatura não-humana peluda e feia que, embora seja seu próprio dono e crie seus próprios planos para dominar o mundo, ajuda o Cara Vermelha a tentar vencer a SUPERIOR e a Família X. Sendo assim, tal como o Cara Vermelha, ele sempre falha e sempre sai derrotado.
Seu objetivo é controlar o mundo e dar o poder aos animais, alegando que os seres humanos os maltratam. Mesmo contra a vontade deles, porém, uma das coisas mais curiosas, é que para isso ele modifica, cria e manda nos animais

### Home Base
Home Base é o computador e o faz-tudo na casa da Família X. Ele limpa, arruma, lava, enxagua e faz muitas outras coisas. E o mais importante, ele avisa quando tem missão para a Família X.
Sem Home Base a Família X não seria nada. Sem ele, não conseguiriam de jeito nenhum fingir que são uma família normal. Além disso, é um ótimo amigo robótico que ajuda em tudo que a família precisa.

### Rex X
É o cachorrinho de Truman. No começo, ele era um plano do Sasquate para poder destruir os Xs, mas, depois, seu coração amoleceu quando estava prestes a atirar em Truman. Desde então, ele tem sido o cachorrinho da família.

## Dublagem
- Estúdio: Som de Vera Cruz
- Direção: Hélio Ribeiro
- Tradução: Miguel Rosenberg
- Sr. X: Patrick Warburton - Mauro Ramos
- Sra. X: Wendie Malick - Melise Maia
- Tuesday X; Lynsey Bartilson - Adriana Torres
- Truman X: Jansen Panettiere - Erick Bougleux
- Home Base: Stephen Root - Renato Rosenberg
- Dr. Cara Vermelha: Chris Hardwick - Alexandre Moreno
- Lorenzo Suave: Tom Kane - Pietro Mário
- Brandon: Rob Paulsen - José Leonardo
- Sasquate: Randy Savage - Luiz Carlos Persy